# Jason Presson
Jason Presson (31 de agosto de 1971) es un exactor estadounidense.

## Carrera
Su primer trabajo fue en 1984, en la película The Stone Boy, junto a Robert Duvall y Glenn Close. Al año siguiente, fue elegido para el papel de Darren Woods en  Explorers, de Joe Dante, junto a River Phoenix y Ethan Hawke. A pesar de que la película no fue un gran éxito de taquilla, los tres protagonistas fueron nominados a los Premios Young Artist en la categoría de mejor actor joven. El ganador fue Phoenix. 
En 1990 realizó un papel menor en Gremlins 2: la nueva generación, película en la que volvió a trabajar con Dante.

## Filmografía
- The Stone Boy (1983)
- Invitation to Hell (1984)
- Explorers (1985)
- The B.R.A.T. Patrol (1986)
- Saturday the 14th Strikes Back (1988)
- Lady in White (1988)
- I Know My First Name Is Steven (1989)
- Gremlins 2: la nueva generación (1990)
- Never Forget (1991)